# Trescléoux
Trescléoux är en kommun i departementet Hautes-Alpes i regionen Provence-Alpes-Côte d'Azur i sydöstra Frankrike. Kommunen ligger  i kantonen Orpierre som ligger i arrondissementet Gap. År 2022 hade Trescléoux 301 invånare.

## Befolkningsutveckling
Antalet invånare i kommunen Trescléoux
Referens:INSEE